# Karl Löhle
Karl Löhle (* 28. April 1903 in Überlingen; † 3. Juni 1957 ebenda) war ein deutscher Gegner des Nationalsozialismus, SPD-Politiker und Abgeordneter im Badischen Landtag.
Karl Löhle wurde 1903 in Überlingen geboren. Er lebte und arbeitete in der Stadt in seinem Elternhaus in der Franziskanerstraße. Löhle war Metzgermeister und übte diesen Beruf außerhalb seiner politischen Tätigkeit immer aus.
Seit Beginn der NS-Zeit äußerte sich Karl Löhle kritisch über Hitler und den Nationalsozialismus. Er wurde als „pazifistischer Fanatiker“ bezeichnet und mehrfach in „Schutzhaft“ genommen bzw. festgenommen. Als „wehrunwürdig“ wurde er nicht zur Wehrmacht eingezogen.
Als im Gewann Simmelbrunnen nördlich von Überlingen im Herbst 1944 das KZ-Außenlager Überlingen-Aufkirch als Außenlager des KZ Dachau eingerichtet wurde, belieferte die Metzgerei Löhle die Lagerküche. Löhle nutzte dies, um den Häftlingen Lebensmittel und Medikamente zukommen zu lassen, mit ihnen zu sprechen und für sie Briefe weiterzuleiten.
1945 war er Bürgermeister von Überlingen, anschließend Gemeinderat und erster Beigeordneter des Bürgermeisters. Von 1947 bis 1952 war Löhle Mitglied des Badischen Landtags für die SPD.